# Raúl Rodríguez
Raúl Rodríguez – piłkarz urugwajski, pomocnik.
Rodríguez razem z klubem CA Peñarol zdobył w 1937 i 1938 roku mistrzostwo Urugwaju, a w 1939 roku wicemistrzostwo Urugwaju. Kolejne tytuły wicemistrza Urugwaju zdobył w roku 1941 i 1942.
Jako piłkarz klubu Peñarol wziął udział w turnieju Copa América 1942, gdzie Urugwaj zdobył tytuł mistrza Ameryki Południowej. Rodríguez zagrał we wszystkich sześciu meczach – z Chile, Ekwadorem, Brazylią, Paragwajem, Peru i Argentyną. Znakomicie zagrał w meczu z Brazylią, gdzie całkowicie wyłączył z gry czołowego gracza rywali – Tima.
Rodríguez od 12 marca 1940 roku do 17 maja 1944 roku rozegrał w reprezentacji Urugwaju 16 meczów.
Charakteryzował się długimi nogami i czarną baskijką, którą nosił na głowie. Był wybitnym specjalistą od krótkiego krycia.